# Tausendsassa
Der Tausendsassa (wegen der vermuteten Wortherkunft auch Tausendsasa) ist eine Bezeichnung für eine Person, die sich durch zahlreiche Begabungen auszeichnet. Vergleichbare Bezeichnungen sind „Multitalent“, „Alleskönner“ oder „Universalgenie“, in Österreich umgangssprachlich auch „Wunderwuzzi“, in der Schweiz „Sibesiech“.

## Etymologie
Das Wort ist im 18. Jahrhundert entstanden. Es ist eine Hypostasierung des Zurufs „tausend sa sa!“, einer übertriebenen Steigerung von „sa sa!“. „Sa Sa“ wurde als Hetzruf für Hunde verwendet, vermutlich aus frz. ça = das, vergleiche „Heisa“. Somit könnte man Tausendsassa übersetzen mit: Tausend dies und das.